# Сыновья Большой Медведицы
«Сыновья Большой Медведицы» — экранизация одноимённой трилогии Лизелотты Вельскопф-Генрих, состоящей из романов «Харка, сын вождя», «Топ и Гарри» и «Токей Ито». Фильм был снят в ГДР в 1966 году, с него начался ряд фильмов с Гойко Митичем в главной роли. Фильм можно смотреть детям любого возраста.

## Предыстория
В 1965 году, сразу же после пленума ЦК СЕПГ состоялось совещание, на которое были приглашены все киноруководства ГДР. На совещании обсуждался вопрос о проекте по созданию отечественных картин, которые смогли бы противостоять всё большему влиянию западногерманских вестернов, созданных по романам Карла Мая и главным героем которых являлся Виннету в исполнении французского актёра Пьера Бриса. Тем более, что и литературная основа для этого имелась. И тоже немецкая — пенталогия писательницы Лизелотты Вельскопф-Генрих. Для выполнения проекта были привлечены лучшие режиссёры — Йозеф Мах, Конрад Петцольд, Рихард Грошопп, Готфрид Кольдиц и другие. Всего было запланировано 12 картин, и они были сняты. Съемки проходили в местах, похожих на американские прерии — в Югославии (некоторые ленты просто снимались совместно с югославскими студиями), Грузии, некоторых других местах. Первым фильмом проекта стали «Сыновья Большой Медведицы». Снимать ленту поручили чехословацкому режиссёру Йозефу Маху. Оставалось только найти главного героя. Просмотрев западногерманские ленты о Виннету и Шаттерхэнде, Мах увидел в них актёра с яркой фактурой, играющего второй план, да и то, в эпизодах. Это был молодой югослав Гойко Митич, решивший попробовать себя в кино в качестве каскадера и эпизодника. Первая картина цикла — «Сыновья Большой Медведицы» — стала самой кассовой в ГДР, где её просмотрели 10 миллионов человек. Всего же цикл включает следующие ленты:
- «Сыновья Большой Медведицы» — 1966

Режиссёр Йозеф Мах
- «Чингачгук — Большой Змей» — 1967

Режиссёр Рихард Грошопп
- «След Сокола» — 1968

Режиссёр Готфрид Кольдиц
- «Белые волки» — 1969

Режиссёры Конрад Петцольд, Боско Босковиц
- «Смертельная ошибка» — 1970

Режиссёр Конрад Петцольд
- «Оцеола» — 1971

Режиссёр Конрад Петцольд
- «Текумзе» — 1972

Режиссёр Ханс Кратцерт
- «Апачи» — 1973

Режиссёр Конрад Петцольд
- «Ульзана» — 1974

Режиссёр Готфрид Кольдиц
- «Братья по крови» — 1975

Режиссёр Вернер В. Вальрот
- «Северино» — 1978

Режиссёр Клаус Добберке
- «Вождь Белое Перо» — 1983

Режиссёры Конрад Петцольд, Джамьягийн Бунтар

## Сюжет
Семидесятые годы XIX века. В салуне Бена в форте Смит (где-то в Миннесоте) разведчик-следопыт Фред Кларк, по прозвищу Рыжий Лис, убивает старого Маттотаупу, одного из дакотских вождей, за отказ раскрыть место, где находится золото племени. Кларк становится личным врагом Токеи-Ито, сына Маттотаупы.
Прошло два года. Противостояние правительства и дакотских племён достигает высшей точки. На Чёрных Холмах найдено золото. Индейцы занимают всю эту золотоносную территорию, и до тех пор, пока они там, прииски не могут начать работу. Об этом в форте Смит с гневом говорит его комендант майор Сэмюэл Смит (американские форты часто назывались по именам их комендантов). По плану они должны быть в резервациях до 31 декабря 1876 года. А между тем, банда Токеи-Ито все ещё разгуливает на свободе. Если они соединятся с другим мятежником, Ташункой-витко, они станут серьёзным препятствием для генерала Крука. Оба собеседника майора занимают разные позиции в этом вопросе. Лейтенант Уорнер — предельно жёсткую. Адамс же (он был свидетелем убийства Маттотаупы) известен своими симпатиями к индейцам.
Между тем сюда, в форт спешит колонна поселенцев под командованием лейтенанта Роуча, везущая оружие и амуницию. В колонне находится и дочь майора Кейт. В это же самое время Токеи-Ито ведет переговоры с Ташункой-витко об объединении их сил с целью сообща противостоять генералу Круку. Токеи-Ито сообщает, что он принял решение напасть на колонну с оружием. Во время нападения индейцев Кейт пытается уйти, но ей это не удается. Она захвачена Токеи-Ито. Оставшиеся в живых добираются до форта Смит. Майор взбешён. Он приказывает схватить индейца-делавара Тобиаса, проводника и переводчика, привязать его к столбу и наказать плетьми. В эту же самую минуту у ворот появляется Токеи-Ито, привёзший Кейт. Он предлагает Смиту выкурить трубку мира. Но лейтенант Роуч указывает на него как на главаря напавшей на колонну банды. Майор приказывает арестовать индейца. Однако выполнить приказ очень непросто. А когда случайная пуля попадает в склад боеприпасов, то уже всем не до него. Токеи-Ито уходит.
К индейцам приезжает Фред Кларк. Ему удается убедить старейшину племени Хавандшиту, что мир, который им предлагают, принесет счастье и процветание. Единственное препятствие на сегодняшний день — это Токеи-Ито. И чтобы он не мешал, его надо послать в форт Смит для переговоров с майором. Хавандшита собирает совет. Ослушаться старейшин молодой вождь не может. На переговорах он обвиняет белых в том, что индейцев уже оттеснили к верховьям Миссури и что это нарушение договора. Роуч же объясняет Токеи-Ито, что прежний договор уже устарел, поскольку появились новые обстоятельства. А именно — найдено золото на Чёрных Холмах. Он показывает Токеи-Ито договоры, подписанные с другими вождями. Тот в ярости рвет их. Несмотря на возражения майора Смита, Роуч приказывает арестовать индейца и бросить его в подвал. Самого же Смита, указавшего на неприкосновенность парламентёра, Кларк отшвыривает, как тряпичную куклу. Это вызывает у майора сердечный приступ, и на следующий день он умирает. Индейцы тем временем насильственно переселяются в холодную и бесплодную местность.
Кларк привозит Роучу почту. Лейтенант получает сразу два неприятных приказа. Первый — это немедленно освободить Токеи-Ито, поскольку индейцы уже переселены и держать его под замком более нет необходимости. Второй — о переводе его самого в другой форт (в то время как он рассчитывал занять место Смита). Он объясняет Фреду, что освободить индейца обязан, но что с ним произойдет дальше, это… . Кларк спускается в подвал. Это не остается незамеченным для Кейт, которая сразу же зовет на помощь Адамса. Фред требует от Токеи-Ито, чтобы он назвал место, где спрятано золото. Иначе он поступит с ним так же, как и с его отцом. В самый разгар допроса в подвале появляется Адамс. Кларк вынужден ретироваться. Адамс сообщает индейцу о его освобождении. Он советует ему перебраться в Канаду. В верховьях Миссури его ждёт Ташунка-витко. А все остальные уже сдались.
Роуч предлагает Токеи-Ито подписать договор о переселении его людей в резервацию — условие его освобождения. Токеи-Ито подписывает его, понимая, что другого выхода нет. Роуч предупреждает его, что в случае, если он сбежит, они повесят Тобиаса. Вместе с Токеи-Ито отправляется и Фред Кларк, намереваясь избавиться, наконец, от опасного врага. Однако разведчик совершает серьёзную ошибку, позарившись на коня Токеи-Ито. По дороге животное слышит клич хозяина выбрасывает Фреда из седла. Токеи-Ито узнаёт между тем, что отряд Ташунки-витко разгромлен, а сам он убит. Он приезжает в резервацию своего племени и обещает вывести всех людей в Канаду.
Об этом становится известно Кларку. Фред предлагает Питту присоединиться к нему и выследить Токеи-Ито. Тем временем, Хавандшита, недовольный тем, что им всем придется покинуть землю предков, обвиняет в случившемся Токеи-Ито и его отца, узнавшего тайну Большой Медведицы, хранительницы племени и его золота. Он повелевает Токеи-Ито идти в священную пещеру и получить «слово Большой Медведицы». Между тем в пещеру проникает Питт и начинает поиски индейского золота. Выясняется, однако, что в пещере живёт настоящая медведица, которая нападает на Питта. Он погибает, успев, правда, застрелить медведицу. Однако остаётся в живых её медвежонок, которого индейцы забирают с собой.
Перед уходом из резервации, Токеи-Ито нападает на отряд лейтенанта Роуча и забирает его оружие и лошадей. Это приводит в ярость генерала Крука, который назначает награду в 200 долларов за голову преступника. О приказе генерала объявляет в салуне Бена Фред Кларк. Здесь же он набирает отряд добровольцев для поимки Токеи-Ито. Фред настигает индейцев уже на Миссури. Он предлагает вождю сдаться — тогда остальные смогут переправиться на тот берег. Токеи-Ито обещает Кларку, что после того, как все переправятся, он будет ждать его для поединка один на один. Поединок заканчивается победой индейского вождя, которому удается заколоть Фреда и уйти от его спутников.

## В ролях
- Гойко Митич — Токеи-Ито
- Иржи Врстала — Фред Кларк
- Рольф Рёмер — Тобиас
- Ханс Хардт-Хардтлофф — майор Сэмюэл Смит
- Карин Бивен — Кейт Смит
- Герхард Рахольд — лейтенант Роуч (В дублированной на русский язык ленте, вышедшей в советский прокат, в качестве исполнителя этой роли ошибочно указан Хорст Йонишкан)
- Хорст Йонишкан — Адамс
- Ханньо Хассе — Питт
- Хельмут Шрайбер — Бен
- Бригитте Краузе — Дженни
- Кати Шекей — Уйнона
- Зепп Клозе — Ташунко-витка
- Дитмар Рихтер-Райник — лейтенант Уорнер
- Адольф Петер Хоффманн — Маттотаупа
- Йозеф Маерчик — Четансапа
- Йозеф Адамович — Чапа
- Милан Яблонский — Гром Гор
- Рольф Риппергер — Джо
- Ханс Финор — Хавандшита
- Хорст Кубе — Томас
- Мартин Тяпак — Шонка